# Casper Hauervig
Casper Hauervig (født 3. april 1999) er en dansk fodboldspiller, der spiller for Brøndby IF.

## Klubkarriere
Hauervig spillede i SB 50 i Ishøj, inden han som 12-årig i 2011 skiftede til Brøndby IF.

### Brøndby IF
Han skrev på sin 15-års fødselsdag under på sin første kontrakt med Brøndby IF, som han var blevet tilbudt et halvt år forinden. Han skrev under på en toethalvtårig aftale. To uger senere var han til prøvetræning i Liverpool F.C., hvor han dog ej formåede at tilspille sig en kontrakt.
Den 8. januar 2018 blev det offentliggjort, at Hauervig var blevet en permanent del af af Brøndby IF's førsteholdstrup. Han skrev samtidig under på en toethalvtårig forlængelse af sin kontrakt, således parterne havde papir på hinanden frem til sommeren 2020.

## Landsholdskarriere
Tekst mangler, hjælp os med at skrive teksten

## Spillespil
Da Hauervig skrev under på sin første kontrakt i 2014, beskrev talentchef Kim Vilfort målmanden som "[...] stor og reaktionsstærk keeper med et stort potentiale. Dernæst vil jeg beskrive ham som ærgerrig, perfektionistisk og god til at hjælpe sine holdkammerater verbalt, når det går løs.